# Municipio de Horton (Míchigan)
El municipio de Horton (en inglés: Horton Township) es un municipio ubicado en el condado de Ogemaw en el estado estadounidense de Míchigan. En el año 2010 tenía una población de 927 habitantes y una densidad poblacional de 10,01 personas por km².

## Geografía
El municipio de Horton se encuentra ubicado en las coordenadas 44°12′19″N 84°11′6″O / 44.20528, -84.18500. Según la Oficina del Censo de los Estados Unidos, el municipio tiene una superficie total de 92.58 km², de la cual 91,84 km² corresponden a tierra firme y (0,8 %) 0,74 km² es agua.

## Demografía
Según el censo de 2010, había 927 personas residiendo en el municipio de Horton. La densidad de población era de 10,01 hab./km². De los 927 habitantes, el municipio de Horton estaba compuesto por el 98,38 % blancos, el 0,65 % eran amerindios, el 0,43 % eran asiáticos, el 0,11 % eran de otras razas y el 0,43 % eran de una mezcla de razas. Del total de la población el 0,86 % eran hispanos o latinos de cualquier raza.